# Skálavík
Skálavík is een dorp dat behoort tot de gemeente Skálavíkar kommuna in het oosten van het eiland Sandoy op de Faeröer. Skálavík heeft 182 inwoners. De postcode is FO 220. De bekende Faeröerse schrijvers Heðin Brú (1901-1987) en Kristian Osvald Viderø (1906-1988) zijn beiden in Skálavík geboren.

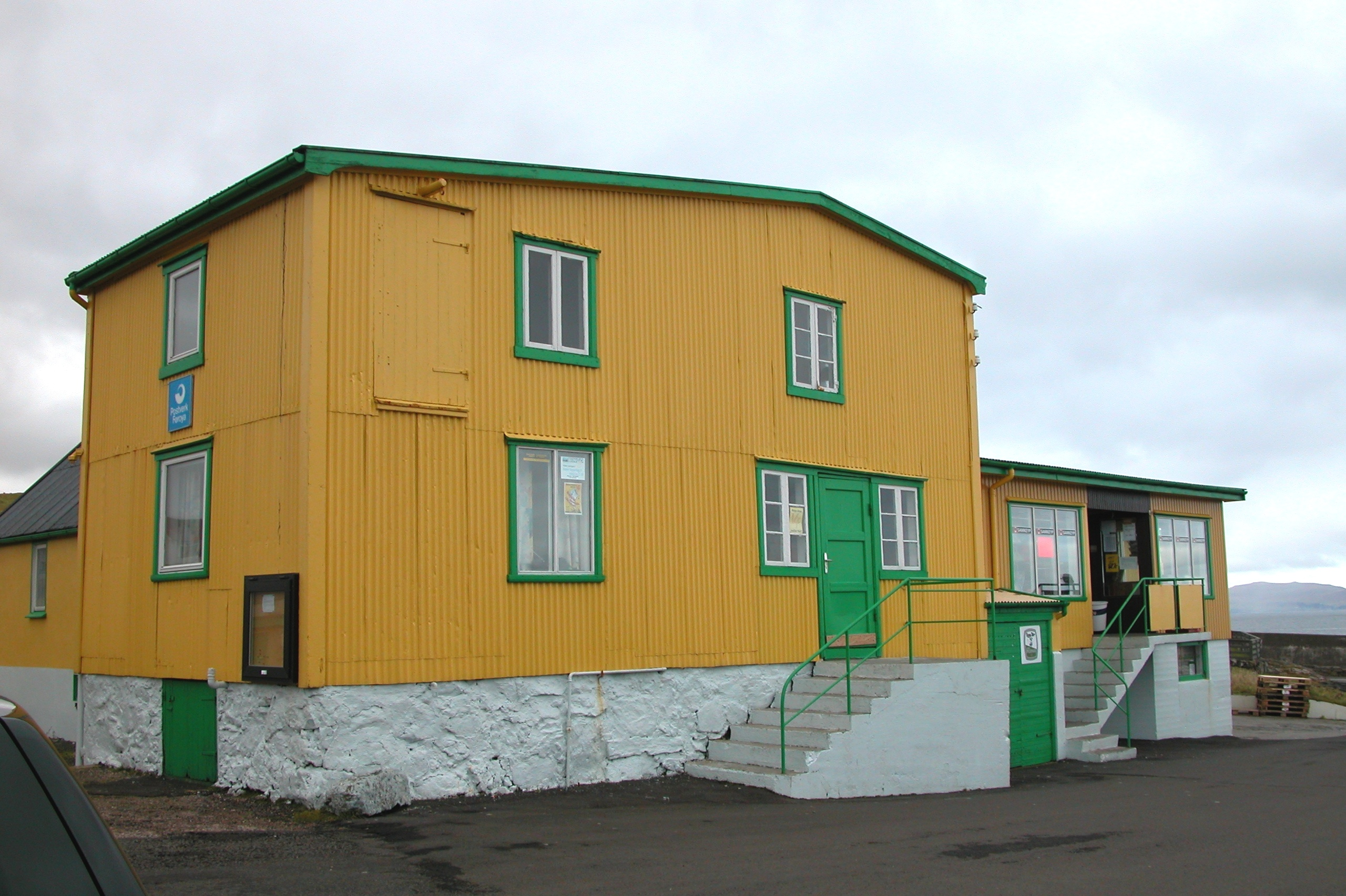
Postkantoor in Skálavík